# LOMO LC-A
La LOMO LC-A è una fotocamera a pellicola compatta con lente fissa introdotta sul mercato nel 1984 dalla Lomo. Possiede un obbiettivo con focale 32mm, diaframma da F2.8 a F16 ed impostazione del fuoco da 0.8m fino a infinito.

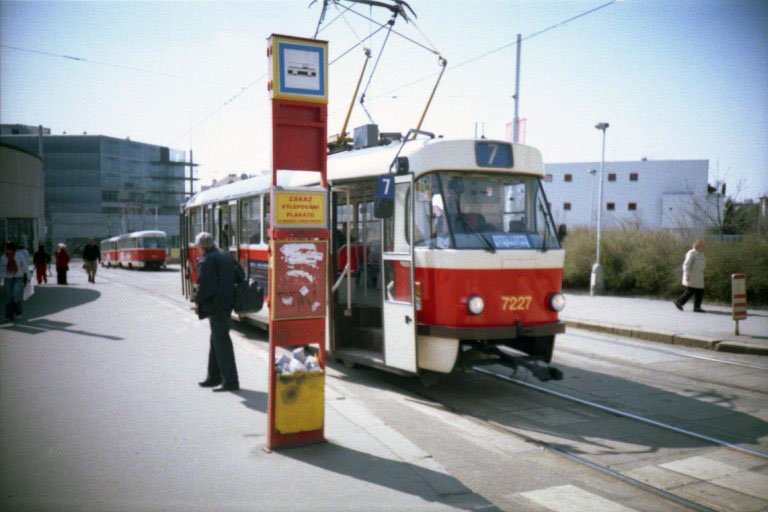
Esempio di foto eseguita con la LOMO LC-A

## Storia
La produzione della LC-A è stata interrotta nel 2005 a causa dei costi di produzione troppo elevati. Nel 2006 è stata annunciata la disponibilità della LC-A+ prodotta in Cina.
Il motivo ufficiale del suo declino fu che sempre meno russi nei primi anni '90 potevano permettersi una fotocamera e la qualità inaffidabile, a parte per l'obiettivo, è possibile che ne abbia accelerato la sua fine. Leggenda narra pertanto che alcuni studenti viennesi, che avevano scoperto la LC-A a Praga nei primi anni '90, ne avrebbero rafforzato la popolarità tramite promozione della "Lomography" come nuova cultura giovanile. La LOMO cessò la produzione nel 1994, ma una campagna della Lomographic Society fece sì che l'allora vicesindaco di San Pietroburgo Vladimir Putin decise di ripristinarne la produzione nel 1997 e in seguito la Lomographic Society riuscì ad ottenere i diritti di produzione di massa della fotocamera dopo la fine della sua fabbricazione in Russia.

## Funzionalità

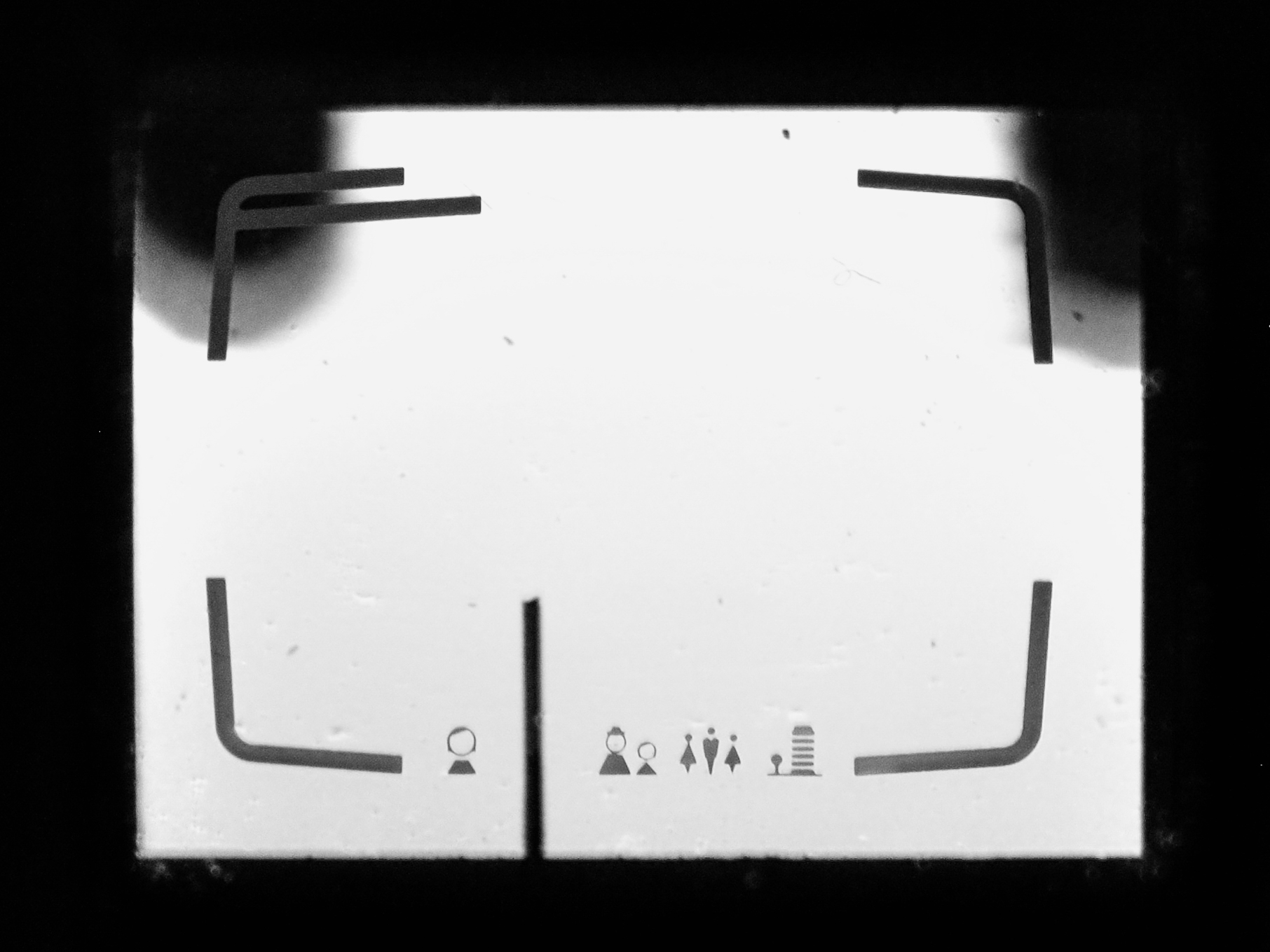
Mirino Lomo LC-A

L'unica funzionalità automatica è il controllo dell'esposizione. Tutte le operazioni sulla pellicola (come caricamento, avanzamento, riavvolgimento) ed il controllo del fuoco sono manuali. Anche l'esposizione può essere controllata manualmente (impostata su 1/60s) quando il diaframma non è in posizione automatica.
Il diaframma, oltre all'impostazione automatica, può essere impostato su F2.8, F4, F5.6, F8, F11 e F16.
L'esposizione è automatica quando il diaframma è in posizione A. In questo caso la velocità di scatto può variare da 2 minuti fino a 1/500s. Il sistema di esposizione può compensare le variazioni di luce dopo l'apertura dell'otturatore.
Il fuoco viene gestito manualmente e può assumere un valore tra 0.8m, 1.5m, 3m oppure infinito. Nelle versioni più datate, all'interno del mirino veniva riportata la selezione corrente del fuoco.
È presente nel mirino un sistema per il controllo dello stato di carica della batteria tramite un led rosso che si illumina quando viene premuto leggermente il pulsante di scatto. È presente un ulteriore led nel mirino che si illumina quando la velocità di scatto è inferiore a 1/30s.